# Mimogonia similis
Mimogonia similis – gatunek chrząszcza z rodziny kusakowatych i podrodziny Osoriinae.

## Taksonomia
Gatunek opisany został w 1981 roku przez Urlicha Irmlera.

## Opis
Chrząszcze o ciele długości ok. 2 mm. Stosunek szerokości głowy do przedplecza poniżej 1,00. Czułki krótsze niż głowa i przedplecze razem wzięte.

## Występowanie
Gatunek endemiczny dla Brazylii.